# I Don't Wanna Play House
I Don't Wanna Play House är en sång skriven av Billy Sherrill och Glenn Sutton. 1967 blev låten Tammy Wynettes första countryetta som soloartist. "I Don't Wanna Play House" tillbringade tre veckor på topplaceringen och ttotalt 18 veckor på listan..
Mona Gustafsson spelade 2010 in låten på albumet Countrypärlor. 

## Låtlista
| Lista (1967)                              | Topplacering |
| ----------------------------------------- | ------------ |
| Amerikanska Billboard Hot Country Singles | 1            |
| Brittiska singellistan                    | 37           |

### Fotnoter
1. ↑  Whitburn, Joel (2004). The Billboard Book of Top 40 Country Hits: 1944-2006, Second edition. Record Research. sid. 399
2. ↑  ”Svensk mediedatabas”. http://smdb.kb.se/catalog/id/002641313. Läst 6 maj 2011.